# Wakerley
Wakerley est une paroisse civile et un village du Northamptonshire, en Angleterre.